# 사라 마틴스
사라 마틴스(Sara Martins, 1977년 8월 19일 ~ )는 프랑스의 배우이다.

## 출연 작품

### 영화
- 데스 인 파라다이스 4 (2015년)
- 데스 인 파라다이스 3 (2014년)
- 데스 인 파라다이스 2 (2013년)
- 르 마르퀴스 (2011년)
- 데스 인 파라다이스 1 (2011년)
- 프렌즈 : 하얀 거짓말 (2010년)

### 텔레비전
- 데스 인 파라다이스 4
- 데스 인 파라다이스 3
- 데스 인 파라다이스 2
- 데스 인 파라다이스 1